# Roche De Smet
Roche De Smet är ett berg i Kanada.   Det ligger i provinsen Alberta, i den centrala delen av landet, 3 100 km väster om huvudstaden Ottawa. Toppen på Roche De Smet är 2 539 meter över havet, eller 833 meter över den omgivande terrängen. Bredden vid basen är 6,6 km.
Terrängen runt Roche De Smet är kuperad norrut, men söderut är den bergig. Trakten runt Roche De Smet är nära nog obefolkad, med mindre än två invånare per kvadratkilometer.. 
I omgivningarna runt Roche De Smet växer i huvudsak barrskog.